# Adesmia renjifoana
Adesmia renjifoana es una especie de planta floral del género Adesmia, categorizada en la tribu Dalbergieae, de la familia Fabaceae.

## Distribución
Especie nativa de Chile y Argentina. Crece en el bioma subártico.

## Taxonomía
Fue descrita por (Phil. ex Reiche) Phil. ex Dyer y publicada en Index Kew., Suppl. 2: 3 (1904).